# Aaron Schock
Aaron Schock (nascido em 28 maio de 1981) é um político dos Estados Unidos, representante do país pelo 18º distrito de Illinois no Congresso, servindo desde 2009. Ele é membro do Partido Republicano. O distrito é baseado em Peoria, e inclui parte de Springfield. Aos 30 anos, é atualmente o mais novo representante dos EUA eo primeiro membro do Congresso dos EUA nascido na década de 1980. Anteriormente, Schock serviu dois mandatos na Casa dos Representantes de Illinois, e foi o membro mais jovem.

## Início de vida, educação e carreira
Schock nasceu em Morris, Minnesota, o mais jovem entre quatro filhos, de Richard Schock, um médico de família e ex-membro do conselho escolar e Janice Schock (Knapp), uma dona de casa. Durante os primeiros anos, a família viveu em uma fazenda rural, onde as crianças receberam a responsabilidade de cuidar de três acres de morangos, e vendiam a fruta para desenvolver sua ética de trabalho. O Schocks mudou-se para Peoria, quando Aaron estava na quarta série, onde ele freqüentou a escola primária Kellar Peoria,  Rolling Acres Middle School e High School Richwoods. Ele mostrou um interesse precoce no governo estudantil, e foi eleito para o conselho executivo da Associação dos Conselhos Estudantis de Illinois em 1995
No seu último ano do colegial, ele tinha completado quase todas as exigências de sua graduação, e tinha poucas opções de cursos disponíveis porque o distrito escolar recentemente havia interrompido a maioria dos cursos avançados devido a cortes orçamentais. A escola da política distrital não permitiu que ele se formasse cedo, e os membros do conselho recaram seus pedidos para mudar a política. Ele começou a freqüentar aulas no Illinois Central College em East Peoria. Ele se formou em Richwoods em 2000, e recebeu seu Bacharel em Ciências na Bradley University em 2002, com especialização em finanças, após apenas dois anos na universidade de Bradley.
Schock começou a trabalhar durante a quinta série, fazendo gestão de banco de dados como um contratante independente para uma cadeia de livraria.  Mais tarde, ele comprou bilhetes de evento para um corretor licenciado, com seis linhas de telefone e cartões de crédito aos treze anos, e investindo seus ganhos no estoque de mercado. Quando ele estava na oitava série, ele começou a fazer o trabalho de contabilidade para uma cascalheira, um trabalho que ele manteve durante os anos do ensino médio. Durante a faculdade, ele investiu em imóveis e correu uma garagem Tek.  Em seguida, ele trabalhou como diretor de desenvolvimento para as Empresas Petersen, prestador de cuidados de saúde a idosos.

## Início da carreira política
Schock decidiu concorrer para o conselho escolar local, alguns meses depois de se formar no colégio, porque ele sentiu a necessariedade de uma perspectiva mais diversificado e jovem. Depois de ter sido negado seu lugar nas urnas, porque ele não tinha o número necessário de assinaturas válidas em sua petição para concorrer a um cargo, ele organizou uma bem sucedida gravação em campanha, usando mais de 200 voluntários para ajudá-lo a visitar mais de 13 mil famílias e deixar na porta das casas cabides dando instruções sobre como escrever seu nome nas cédulas. Ele derrotou com 60% a 40% o ebtão conselheiro em exercício exercício, ganhando mais de 6.400 votos inscritos, e tornando-se, aos 19 anos, a pessoa mais jovem a entrar no conselho de Illinois. Depois de dois anos, seus colegas do conselho elegeram ele vice-presidente do conselho, e um ano depois, o elegeram unanimemente presidente do conselho escolar, tornando-o, aos 23 anos, o mais jovem presidente do conselho escolar na história de Illinois.

## Representante estadual
Durante seus quatro anos no legislativo estadual, Schock serviu em dois comitês de apropriações que eram "normalmente reservados para os legisladores mais antigos", bem como as Instituições Financeiras, Ambiente e Energia e das comissões de Assuntos Veteranos.
Ele foi o principal patrocinador de 13 projetos de lei que se tornaram lei. Os projetos de lei tratada com educação de proteção à criança, poupança de medicamentos de prescrição, a assistência de veteranos, construção de estradas, e de alta tecnologia. Embora o bairro que ele representava na legislatura estadual incluiu um grande número de eleitores que eram sindicalizados ou que estavam no vale-refeição, Schock disse: "Eu poderia votar contra coisas como o salário mínimo... e voltar e explicar-lhes porque não fazia sentido para elevar o custo do trabalho... e eles entenderam.

## Câmara dos Representantes dos Estados Unidos

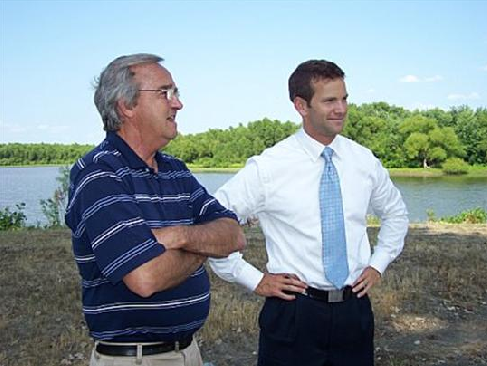
Schock visitando o Rio Illinois com Bob Walters, prefeito de Beardstown, Illinois

### Comitês atribuidos
- Comissão de Ways and Means
  - Subcomissão de comércio
  - Subcomissão de supervisão
- Comissão de Administração
  - Subcomissão de eleições
  - Subcomissão de supervisão

Durante seu primeiro mandato, Schock solicitou e recebeu três atribuições de comitês, que é incomum para um deputado em primeiro mandato. Além disso, ele foi nomeado pelo líder da minoria Eric Cantor para ser um dos líderes da minoria. Serviu como membros Ranking da Subcomissão dos contratantes e Tecnologia do Comitê de Pequenas Empresas. Logo após de ser empossado para servir em seu primeiro mandato, ingressou no Comitê de Estudos republicano ", uma casa para falcões do déficit", segundo o Los Angeles Times.
No início de seu segundo mandato em 2011, Schock foi nomeado para o altamente cobiçado Comitê Formas e Meios. No comitê que atua no Comércio, Segurança Social e de Supervisão de subcomissões. A nomeação de Schock para o subcomitê de Comércio é especialmente relevante para o Distrito 18 por causa da sinergia de interesses econômicos, e também ao fato de o distrito depender do comércio internacional para exportar produtos e mercadorias produzidas na Europa Central e Ocidental de Illinois. A subcomissão de comércio tem supervisão sobre acordos comerciais recíprocos incluindo as negociações comerciais multilaterais e bilaterais e implementação de acordos envolvendo barreiras comerciais tarifárias e não tarifárias. Negociações comerciais em curso incluem os acordos de livre comércio pendentes com a Coreia do Sul, Colômbia e Panamá. Schock também foi selecionado para servir no comitê de Administração da Casa. A Comissão da Administração da Casa é cobrado com a supervisão das eleições federais e as operações do dia-a-dia da Câmara dos Representantes.
Durante os primeiros dois meses do Congresso 112, Schock introduziu uma variedade de legislações. Em resposta a uma tentativa da Administração Obama para incluir fundos na conta de Autorização de Defesa em dezembro passado, introduziu a legislação de Schock, o RH 513, que proibiria o uso de fundos federais para transferir os indivíduos detidos por os Estados Unidos na Baía de Guantánamo ou outros locais ao redor do mundo de ser levado para os Estados Unidos.
Schock também introduziu uma legislação que cria a Comissão Federal do sol Progam (HR 606). Sua legislação criaria uma comissão bipartidária formada por ex-membros da Câmara e do Senado, bem como especialistas de fora para abolir programas federais que são encontrados para ser duplicados, desnecessários, ineficientes, ou não satisfazem os padrões de desempenho específicos.
Durante o debate sobre a resolução a curto prazo Continuando, aprovado pela Câmara em 19 de fevereiro de 2011, Schock foi bem-sucedido na proibição de financiamento adicional para a criação de sinais de estímulo que os projetos de destaque de estímulo relacionado ao redor do país. No ano passado, a legislação de Schock de cortar o financiamento para os sinais de estímulo foi apresentado na YouCut, um esforço de sensibilização do público feito por republicanos da Câmara para destacar propostas destinadas a reduzir os gastos do governo. Por sua vez, os participantes puderam votar a proposta que eles mais gostariam de ver abordados pelo Congresso. Em julho do ano passado, Schock foi selecionado como uma proposta vencedora do YouCut.
Em 24 de setembro de 2009, a Força-Tarefa AntiTerrorismo do FBI que prendeu Michael Finton no centro de Springfield, no Illinois , depois de Finton tentaram bombardear o Paul Findley Edifício Federal e do escritório adjacente do congressista Schock. O homem conduzia um caminhão cheio com o que ele acreditava ser "uma tonelada de explosivos" para o edifício federal, então, partiu com um agente infiltrado do FBI e tentou detonar os explosivos via telefone celular. O homem foi preso e colocado sob custódia federal por acusações de terrorismo e de tentar matar um funcionário federal.

## Posições políticas
Schock é considerado mais conservador do que seus dois antecessores, os congressistas Bob Michel e Ray LaHood. O Chicago Tribune, em suas propagandas para a eleição geral de 2008, descreveu suas posições políticas a ser fiscalmente conservadora e de certa forma moderada em questões sociais.
Ele tem com um de seus pontos de foco as energias renováveis. Em abril de 2010, o Biofuels Digest chamaou  Aaron Schock de um dos 10 advogados mais importantes para Energias Renováveis, em Washington. Ele está lançando a proposta, do Imposto de Nova Energia Renovável, que apela para um zero por cento de imposto de renda federais e zero de imposto sobre ganhos de capital para os próximos 20 anos, a produção de energia verde nos Estados Unidos em março de 2011, assinado em Schock como um original co-patrocinador a uma proposta pelo republicano Devin Nunes da Califórnia chamou o "Roteiro para o futuro da América Energy,"  HR 909), que é um plano abrangente com foco em políticas que promovam a produção de uma ampla gama de fontes de energia doméstica, incluindo os recursos tradicionais, bem como fontes de energia renováveis e alternativas.
Durante sua campanha, Schock prometeu que garantiria verbas para a restauração e conservação dos rios Illinois e Mississippi. Ele prometeu receber 23 milhões de dólares para a construção de barragens e eclusas. Ele é apoiado em seus esforços para restaurar a saúde dos rios por parte dos agricultores, ambientalistas, pescadores, conservacionistas, e empresas de transportes fluviais.
Schock tem sido um líder em negar fundos federais para a transferência de detentos do campo de detenção da Baía de Guantanamo para os Estados Unidos em outras partes da mesma forma, ele lutou muito para exigir que tribunais militares para os seus ensaios, em oposição aos tribunais civis. Em janeiro de 2011, Schock introduziu a legislação com o senador Mark Kirk (IL) de negar recursos federais para a transferência de detentos para os Estados Unidos.
Ele votou contra a lei que altera crimes federais com base na orientação sexual, identidade de gênero, gênero e deficiência. Ele também votou contra a revogação das forças armadas "Não Pergunte, Don 't Tell ", em dezembro de 2010.
Em agosto de 2009, a Biblioteca do Congresso emitiu uma controversa e contestada parecer jurídico de Honduras: Questões de Direito Constitucional, que tinha sido encomendado por Schock. Ele apresentava uma análise jurídica das  crise hondurenha constitucional de 2009 com um exame específico da legalidade de presidente de Honduras, Manuel Zelaya em 28 de junho de 2009, a destituição do cargo e de expatriação. Depois que o relatório foi emitido, Schock argumentou que a administração Obama deve mudar sua política em relação a Honduras retomando a ajuda suspensa e reconhecendo a próxima eleição de 29 de novembro de 2009, com base no conteúdo do relatório.
Em 15 de dezembro de 2009, durante uma discussão sobre Hardball com Chris Matthews, Schock afirmou: "Eu não acredito que devemos devemos limitar, ou, francamente, qualquer técnica de tortura outra alternativa se isso significa salvar vidas dos americanos".

## Campanhas políticas

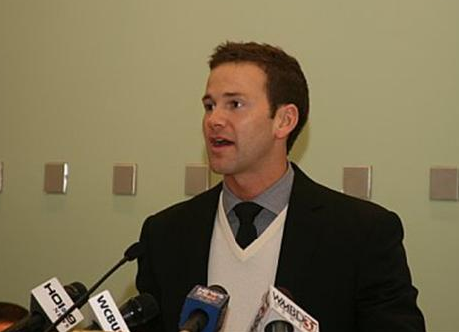
Schock dando uma entrevista durante conferência de imprensa

### 2004 - 2006
Aos 23 anos de idade, Schock concorreu para uma cadeira na Câmara dos Representantes de Illinois, e derrotou a representante democrata Ricca Slone, que estava em seu quarto mandato, por apenas 235 votos em 40.000 votantes, e se tornou o mais jovem membro da Assembleia Geral de Illinois na história do Estado. Cinco meses depois de assumir o cargo, ele renunciou ao conselho escolar para se concentrar em seu trabalho como representante estadual. Ele recebeu mais de 40 por cento dos votos dos afro-americanos quando ele concorreu para a reeleição em 2006, apesar de sua oposição à ação afirmativa baseadas na raça, conquistando 58 por cento do total de votos, derrotando o democrata Bill Spears.

### 2008
Schock foi eleito para suceder o republicano Ray LaHood na eleição de 2008, derrotando o candidato democrata Colleen Callahan e do Partido Verde, candidato Sheldon Schafer. Um porta-voz do Partido Republicano de Illinois observou que os republicanos do estado organizaram os suas próprias campanhas, apesar de o democrata de Illinois Barack Obama estar liderando as pesquisas no estado. O 18 º distrito tem sido republicana desde 1939.
Em seu discurso anunciando sua candidatura para o Congresso, Schock disse: "Se a China continua a ser irresponsável sobre a proliferação nuclear no Irã, devemos dizer-lhes que... vamos vender mísseis nucleares Pershing a Taiwan para sua defesa.". Seu diretor de campanha descreveu a política como "bem pensado", mas Schock depois disse que era "mais em tom de brincadeira".
Schock venceu com facilidade a primária republicana em fevereiro de 2008, com 72% dos votos, batendo seus adversários Jim McConoughey (16%) e John Morris (12%).

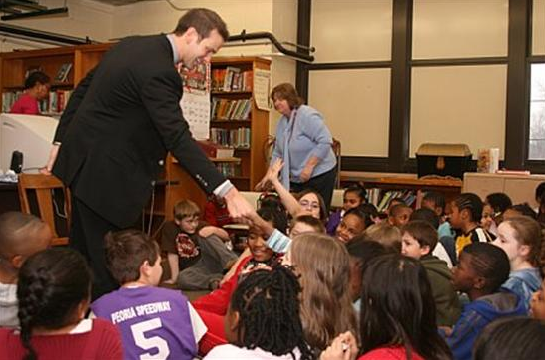
Schock visitando estudantes na Whittier Elementary School, em Peoria, Illinois

Schock chamou a reação mista no final de julho de 2008, quando ele levou o presidente George W. Bush para Peoria para arrecadar dinheiro para a campanha. A cidade de Peoria contou com 38 policiais, 30 caminhões da cidade para barreiras de segurança temporária, e um número de bombeiros, os gastos 38.252 dólares durante a visita presidencial.
Schock venceu em 4 de novembro as eleições gerais, com 59% dos votos. Ao assumir sua cadeira no Congresso, com a idade de 27 anos, ele se tornou o mais jovem membro do Congresso, sendo mais novo que Patrick McHenry T. da Carolina do Norte, de 33 anos de idade, e o primeiro membro do Congresso dos Estados Unidos nascido na década de 1980. Ao tomar posse, ele também se tornou apenas o quinto representante do distrito desde 1933.
Na mesma eleição, o democrata Jehan A. Gordon ganhou o assento Schock do 92º Distrito Representante da Câmara dos Representantes de Illinois. No entanto, no conselho de Schock, o Partido Republicano designou Joan Krupa para preencher a 9 dias restante no prazo de Schock antes Gordon assumir o cargo.

### 2010
Schock foi desafiado pelo democrata DK Hirner, diretor executivo do Grupo Ambiental de Illinois, e candidato  do Partido Verde Sheldon Schafer, vencendo a eleição com quase 70% dos votos.

## Histórico eleitoral
|  | Republicano | Aaron Schock (incumbente) | 152.868 | 69,12% |
|  | Democrata   | Deirdre "DK" Hirner       | 57.046  | 25,79% |
|  | Verde       | Sheldon Schafer           | 11.256  | 5,09%  |

|  | Republicano | Aaron Schock     | 182.589 | 58,88% |
|  | Democrata   | Colleen Callahan | 117.642 | 37,94% |
|  | Verde       | Sheldon Schafer  | 9.857   | 3,1%   |

|  | Republicano | Aaron Schock    | 55.610 | 71,17% |
|  | Republicano | Jim McConoughey | 13.363 | 17,1%  |
|  | Republicano | John D. Morris  | 9.160  | 11,72% |

|  | Republicano | Aaron Schock (incumbente) | 14.703 | 58,87% |
|  | Democrata   | Bill Spears               | 10.271 | 41,13% |

|  | Republicano | Aaron Schock             | 19.719 | 50,3% |
|  | Democrata   | Ricca Slone (incumbente) | 19.481 | 49,7% |

## Na mídia
Schock recebe uma quantidade incomum de cobertura da mídia para um congressista calouro, em grande parte focando seu físico e sua aparência jovem. Ele foi selecionado o "mais quente do calouro" em uma votação parlamentar feita em fevereiro de 2009, do The Huffington Post. Schock tem sido freqüentemente alvo de repórteres desde sua chegada a Washington. Por sua parte, Schock parece estar lisonjeado com toda a atenção, dizendo a fontes confiáveis da CNN de que tal cobertura da mídia poderia aumentar o interesse dos eleitores na política. "As pessoas que assistem o TMZ ou diferentes mídias não espere para ver o seu congressista em um show", disse ele. "Para ver o seu congressista em um show como este tipo levanta o seu interesse na política." Em 2009, Schock apareceu no The Colbert Report, durante o qual o anfitrião, Stephen Colbert- tirando sarro dos relatórios da TMZ. Schock passou a aparecer na capa da edição de junho de 2011 da Men's Health.
Schock apareceu na 7 ª Temporada (2010) de Top Chef, uma competição de reality-show, como um juiz convidado.